# Georgie Fame
Georgie Fame, de son vrai nom Clive Powell, est un chanteur et organiste britannique de R&B. Il est né le 26 juin 1943 à Leigh dans le Lancashire. Cet ancien musicien de rock, qui a commencé à se faire connaître dans les années 1960, est encore un artiste populaire qui travaille souvent avec des musiciens tels que Van Morrison ou Bill Wyman.

## Les débuts
Il prend des leçons de piano dès l'âge de sept ans ; à la fin de l'école secondaire, à l'âge de quinze ans, il travaille ponctuellement dans une filature de coton tout en jouant en soirée avec le groupe The Dominoes. Lorsqu'en 1959 il participe à un concours de chant organisé au camp de vacances Butlins (en) de Pwllheli en Pays de Galles, la star du rock britannique Rory Blackwell (en) lui offre une place de pianiste dans son groupe, The Blackjacks.

## Carrière

### Le Flamingo et la scène londonienne
À l'âge de seize ans, il arrive à Londres et signe un contrat avec Larry Parnes (en), qui a révélé des talents comme Marty Wilde ou Billy Fury. Georgie Fame se souviendra plus tard que Parnes lui avait lancé un ultimatum pour le forcer à changer de nom :

« C'était vraiment contre ma volonté, mais il m'a dit : "si tu ne prends pas ce nom, c'est moi qui ne te prends pas sur scène" »

L'année suivante, il part en tournée au Royaume-Uni et joue aux côtés de Joe Brown, Gene Vincent, Eddie Cochran. Il est pianiste au sein du groupe The Blue Flames qui accompagne Billy Fury. Lorsque le groupe est renvoyé fin 1961, ses membres le rebaptisent Georgie Fame and The Blue Flames, et il commence à se faire connaître avec un répertoire essentiellement constitué de morceaux de rhythm and blues. Fame aime particulièrement jouer dans les clubs de Soho comme le club de jazz The Flamingo ou le Whiskey-A-Go-Go à Wardour Street. Le public du Flamingo était alors très cosmopolite, et à moitié caribéen, et comme Fame le rappellera plus tard : « L'autre moitié c'était des GI's noirs américains mélangés avec quelques gangsters, quelques proxénètes et des prostituées. » Parmi ses musiciens temporaires, le pianiste jamaïcain « Syco » Gordon, ainsi que son frère Aloysius Gordon (en), dit « Lucky », qui fut impliqué en octobre 1962 dans l'affaire Profumo avec la danseuse Christine Keeler.
Lors du Fame in '67 Show, spectacle présenté en janvier 1967 au Saville Theatre de Londres pendant trois semaines, apparaît Cat Stevens, qui venait d'enregistrer sa première chanson, I Love My Dog. Georgie Fame and The Blue Flames est le seul groupe anglais à être invité à jouer lors de la première tournée de Tamla Motown au Royaume-Uni au milieu des années 1960.

### Influences musicales
Georgie Fame est influencé très tôt par le jazz et par des musiciens de blues comme Willie Mabon. Il est parmi les premiers musiciens européens à s'inspirer du ska en allant l'écouter dans les bars jamaïcains du quartier londonien de Ladbroke Grove. Le jamaïcain Eddie Thornton est à cette époque le trompettiste de Georgie Fame. Ils jouent ensemble au Roaring Twenties, un club proche de Carnaby Street qui était dirigé par le DJ jamaïcain Count Suckle.
Les nombreux soldats américains qui fréquentent le Flamingo invitent Georgie Fame à interpréter les derniers morceaux de jazz et de blues. Parmi ceux-ci, Midnight Special par Jimmy Smith, Grooving With Jug par Gene Ammons et Richard "Groove" Holmes, et Green Onions par Booker T. & the M.G.'s. Fame est tellement inspiré par ces morceaux qu'il décide de laisser le piano pour jouer de l'orgue Hammond. Fame se souvient de ses trois années de résidence au Flamingo et de leur influence sur son jeu :
« C'était un lieu important, tous les vendredis et samedis de minuit à six heures du matin, et il y avait beaucoup de GIs américains qui venaient en permission pour le week-end. Ils apportaient des disques, et l'un d'entre eux m'a offert Green Onions par Booker T. & the M.G.'s. Jusqu'à ce jour j'avais joué du piano, mais le lendemain j'achetai un orgue Hammond. »

### Succès d'édition
À partir d'août 1963, le groupe se produit tous les vendredis au club The Scene, sur Great Windmill Street (en). En septembre, l'album Rhythm and Blues At The Flamingo, enregistrement des débuts du groupe, est édité par le label Emi Colombia. Enregistré en concert pendant plusieurs dates au Flamingo Club, cet album est produit par Ian Samwell qui jouait auparavant avec Cliff Richard. Ce premier album n'obtient pas un grand succès, mais le suivant, Fame At Last, atteint la quinzième place au classement anglais et en 1964 Georgie et son groupe apparaissent dans cinq épisodes de Ready Steady Go! sur ITV.
Georgie Fame apparaît encore à la BBC en 1965 lors du concert du New Musical Express Poll Winners filmé à Wembley Arena le 11 avril 1965. Lors de ce spectacle retransmis en deux parties les 18 et 25 avril, et présenté par Jimmy Savile, Georgie Fame et son groupe jouent leur single Yeh Yeh ainsi que Walking the Dog de Rufus Thomas.
Fame cumule les succès avec ses singles à la fin des années 1960, avec trois Top 10 qui finissent tous numéro un dans les charts anglais. Sa version de Yeh Yeh, parue le 14 janvier 1965, reste n°1 pendant deux semaines et au classement pendant douze semaines. Get Away, paru le 21 juillet 1966, reste n°1 pendant une semaine et au classement pendant onze semaines. Cette chanson, écrite à l'origine pour la publicité TV d'une marque de pétrole, a été utilisée plus tard comme générique d'un jeu télévisé en Australie. La reprise par Georgie Fame de la chanson Sunny de Bobby Hebb est treizième au classement en septembre 1966, et la suivante, Sitting In The Park, est douzième.
Le plus grand succès de Georgie Fame sera The Ballad of Bonnie and Clyde (en) en 1967, numéro un au Royaume-Uni et numéro sept aux États-Unis. Yeh Yeh et The Ballad Of Bonnie and Clyde ont été vendues à près d'un million d'exemplaires, et ont reçu le disque d'or.
Georgie Fame continue à jouer dans les années 1970 avec son ami Alan Price, ex-pianiste du groupe The Animals, avec pour succès la chanson Rosetta. À cette époque Fame est entaché d'une image trouble, à la suite d'une affaire de possession de stupéfiants, ainsi qu'une responsabilité dans le divorce du Marquis de Londonderry, dont il épousera la femme Nicolette en 1972.
En 1974, il reforme le groupe The Blue Flames et commence à chanter avec de grands orchestres et big-bands européens, comme il continue à le faire aujourd'hui. Pendant les années 1970 il compose également des jingles pour plusieurs radios anglaises ainsi que des publicités à la télévision. Il a écrit la musique des films Entertaining Mr Sloane (Le frère, la sœur... et l'autre) de Douglas Hickox en 1970, et The Alf Garnett Saga de Bob Bennett en 1972.

### Activités récentes
Georgie Fame est devenu producteur et membre du groupe de Van Morrison de 1989 à 1997. Il a joué avec la formation de Bill Wyman, The Rhythm Kings jusqu'en 1997, ainsi qu'avec Count Basie, Eric Clapton, Muddy Waters, Ben Sidran, Joan Armatrading, et le groupe The Verve.
Il a participé à de nombreux concerts en clubs de jazz, tels que le Ronnie Scott's en 1995, et encore aujourd'hui lors de festivals de jazz. Il joue de l'orgue sur les albums du groupe de rock anglais Starclub (en).

## Vie privée
En 1972, Georgie Fame épouse Nicolette Harrison (en), marquise de Londonderry, l'ancienne femme du 9e marquis de Londonderry Alistair Vane-Tempest-Stewart, et avec qui il avait eu un enfant. Celui-ci, Tristan, détenait le titre de courtoisie de vicomte Castelreagh et était considéré comme l'héritier du marquis. Lorsque des tests prouvèrent qu'il était le fils de Georgie Fame, les Londonderry divorcèrent. Le couple a eu un deuxième enfant, James, après le mariage. Nicolette Powell est décédée le 13 août 1993 après s'être jetée du pont suspendu de Clifton.

## Discographie
Singles :
- 1964 : Do the Dog, Columbia Records DB 7193
- 1964 : Do Re Mi/Green Onions, Columbia DB 7255
- 1964 : Bend a Little, Columbia DB 7328
- 1964 : Yeh Yeh, Columbia DB 7428
- 1965 : In the Meantime, Columbia DB 7494
- 1965 : Like We Used to Be, Columbia DB 7328
- 1965 : Something, Columbia DB 7727
- 1966 : Getaway, Columbia DB 7946
- 1966 : Sunny, Columbia DB 8015
- 1966 : Sitting in the Park, Columbia DB 8096
- 1967 : Because I Love You
- 1967 : Try My World
- 1967 : The Ballad of Bonnie and Clyde, CBS CBS 3124
- 1969 : Peaceful, CBS 4295
- 1969 : Seventh Son
- 1971 : Rosetta (avec Alan Price)
- 1974 : Ali Shuffle
- 1976 : 'Yes Honestly
- 1976 : Sweet Perfection
- 1996 : That's Life (avec Van Morrison)

EP :
- 1964 : Rhythm & Blue-Beat, Columbia SEG 8334
- 1964 : Fame At Last, Columbia SEG 8393

Albums :
- 1964 : Rhythm and Blues at the Flamingo, Columbia 33SX 1599
- 1965 : Yeh Yeh
- 1965 : Fame at Last!
- 1966 : Sweet Things
- 1966 : Sound Venture
- 1967 : The Two Faces of Fame
- 1968 : The Third Face of Fame
- 1969 : Seventh Son
- 1969 : Shorty featuring Georgie Fame (album Live, inédit au Royaume-Uni)
- 1970 : Georgie Does His Thing with Strings
- 1971 : Fame and Price, Price and Fame: Together!
- 1972 : All Me Own Work
- 1973 : Georgie Fame
- 1974 : Going Home
- 1979 : Right Now
- 1980 : Closing the Gap
- 1981 : In Hoagland, featuring the songs of Hoagy Carmichael (avec Annie Ross)
- 1988 : No Worries
- 1989 : Cool Cat Blues
- 1994 : Three Line Whip
- 1996 : The Blues and Me
- 1996 : Tell Me Something: The Songs of Mose Allison
- 1997 : Name Droppin': Live at Ronnie Scott's, Vol. 1
- 1998 : Walkin' Wounded: Live at Ronnie Scott's, Vol. 2
- 2000 : Poet in New York (avec Ben Sidran et Jon Hendricks)
- 2000 : Relationships
- 2007 : Charleston
- 2009 : Tone-Wheels 'A' Turnin'

Compilations :
- 1967 : Hall of Fame
- 1979 : Fame Again
- 1992 : On the Right Track: Beat, Ballad and Blues
- 1998 : The Very Best of Georgie Fame and the Blue Flames
- 2001 : Funny How Time Slips Away
- 2007 : Somebody Stole My Thunder: 1967–1971
- 2010 : Georgie Fame: Mod Classics 1964 - 1966, Ace Records CDBGPD 206

Participations :
- - Avec Van Morrison
- 1989 : Avalon Sunset
- 1990 : Enlightenment
- 1991 ; Hymns to the Silence
- 1993 : Too Long in Exile
- 1994 : A Night in San Francisco
- 1995 : How Long Has This Been Going On
- 1996 : Tell Me Something: The Songs of Mose Allison
- 1997 : The Healing Game
- 2015 : Duets: Re-working the Catalogue - Chant sur Get on with the Show
- 2017 : Roll with the Punches

## Filmographie
- 1970 : Le Frère, la Sœur et l'Autre (Entertaining Mr. Sloane) de Douglas Hickox